# Chloé
Chloé International SAS es una casa de modas francesa fundada en 1952 por Gaby Aghion. Sus oficinas centrales se encuentran en París.

## Historia
Gaby Aghion nació en Alejandría, Egipto, en 1921. Creó Chloé en 1952 después de mudarse a París en 1945. Aghion continuó al mando de la compañía hasta 1985, cuando Chloé fue adquirida por el conglomerado Dunhill Holdings (ahora llamado Richemont Group).